# Asplenium aemilii-guineae
Asplenium aemilii-guineae là một loài dương xỉ trong họ Aspleniaceae. Loài này được Alston mô tả khoa học đầu tiên năm 1951.
Danh pháp khoa học của loài này chưa được làm sáng tỏ. 